# ドラゴンボール改 COMPLETE SONG COLLECTION
『ドラゴンボール改 COMPLETE SONG COLLECTION』（ドラゴンボールかい コンプリート・ソング・コレクション）は、テレビアニメ『ドラゴンボール改』のボーカルアルバム。2011年2月23日に日本コロムビアから発売された。

## 概要
- CDジャケットには孫悟空・孫悟飯・ベジータ・ピッコロ・トランクスが描かれている。
- テレビアニメ『ドラゴンボール改』の主題歌・挿入歌・キャラクターソングを収録している。
- 参加歌手は谷本貴義・櫻井真一・山崎燿・押谷沙樹・平野綾・堀川りょう・Demon Kakka（デーモン閣下）・草尾毅・cAnON.・大槻ケンヂ・チームドラゴン from AKB48。

## 収録曲
1. Dragon Soul [4:25]
歌 - 谷本貴義（Dragon Soul）
作詞 - 吉元由美、作曲 - 岩崎貴文、編曲 - 京田誠一
テレビアニメ『ドラゴンボール改』オープニングテーマ。
2. 参上!!ギニュー特戦隊!! [4:33]
歌 - 山崎燿
作詞 - 山田ひろし、作曲・編曲 - 山崎燿
ギニュー特戦隊のテーマソング。28話・29話で使用。
3. たったひとりの戦士 [4:08]
歌：トランクス（草尾毅）
作詞：山田ひろし、作曲・編曲：櫻井真一
4. 無敵AURAのエナジー [3:31]
歌 - Dragon Soul
作詞 - 吉元由美、作曲 - 岩崎貴文、編曲 - 福田裕彦
シングル『Dragon Soul』のカップリング曲。
5. CHASER!! [4:12]
歌 - 櫻井真一
作詞 - 山田ひろし、作曲 - 櫻井真一、編曲 - GranMusik
6. Over the Star [4:38]
歌 - 押谷沙樹
作詞 - 森由里子、作曲・編曲 - cAnON.
シングル『Yeah! Break! Care! Break!』のカップリング曲。17話で使用。
7. My 18th Magic [3:04]
歌：cAnON.
作詞・作曲・編曲：cAnON.
8. Saiyan Blood [4:15]
歌 - ベジータ（CV - 堀川りょう）
作詞 - 山田ひろし、作曲・編曲 - 山本健司
ベジータのテーマソング。41話で使用。
9. Win Tough Fight! [3:47]
歌 - 山崎燿
作詞 - 森由里子、作曲・編曲 - 山崎燿
10. 超☆スーパーDragon Soul [4:11]
歌 - 谷本貴義（Dragon Soul）
作詞 - 吉元由美、作曲 - 岩崎貴文、編曲 - 籠島裕昌
孫悟空のテーマソング。41話で使用。
11. ただ凍える挽歌(Elegy)〜The Theme Of FREEZA〜 [5:41]
歌 - Demon Kakka
作詞・作曲 - Demon Kakka、編曲 - アンダース・リドホルム
フリーザのテーマソング。37話・40話で使用。
12. セルゲームのお知らせ [3:46]
歌：大槻ケンヂ
作詞：山田ひろし、作曲・編曲：山本健司
13. CURE 〜僕がここにいるよ〜 [5:33]
歌 - デンデ（CV - 平野綾）
作詞 - 森由里子、作曲・編曲 - cAnON.
デンデのテーマソング。98話で使用。
14. Yeah! Break! Care! Break!(ヤブレカブレ) [3:43]
歌 - 谷本貴義（Dragon Soul）
作詞 - 森由里子、作曲 - 岩崎貴文、編曲 - 京田誠一
テレビアニメ『ドラゴンボール改』第1期エンディングテーマ。1話 - 54話で使用。
15. 心の羽根 [4:24]
歌：チームドラゴン from AKB48
作詞：秋元康、作曲：横健介、編曲：生田真心
テレビアニメ『ドラゴンボール改』第2期エンディングテーマ。55話 - 98話で使用。